# Élections municipales de 1945 dans la Mayenne
Les élections municipales en Mayenne se déroulent les 29 avril et 13 mai 1945. Ce sont les premières élections depuis la libération de la France et les premières où les femmes peuvent voter. 

## Contexte
Alors que la guerre n'est pas encore officiellement terminée (la capitulation allemande du 8 mai 1945 sera signée entre les deux tours), les élections se déroulent dans une situation politico-sociale difficile : la situation économique reste très précaire, les prisonniers de guerre ne sont pas tous revenus.
Ces élections constituent le premier test pour la validité des institutions provisoires issues de la Résistance.
Le système électoral en vigueur est le système majoritaire à deux tours, sauf à Paris où les élections ont lieu au système proportionnel. Ce scrutin est marqué également par la participation des femmes, pour la première fois en France. Le 21 avril 1944, le droit de vote avait été accordé aux femmes en France par le Comité français de la Libération nationale, et confirmé par l’ordonnance du 5 octobre sous le Gouvernement provisoire de la République française. Étant donné l'absence de 2,5 millions de prisonniers de guerre, des déportés, des travailleurs du STO et de l'interdiction aux militaires de carrière de voter, le corps électoral est réduit lors de ce scrutin et composé d'un pourcentage majoritaire de femmes. Malgré le côté inédit de cette participation des Françaises à un scrutin, il n'y a pas d'émotion médiatique particulière sur ce sujet, en partie en raison des difficultés liées à l'immédiat après-guerre qui préoccupent davantage (retour des camps de déportés et prisonniers, rationnement alimentaire, etc.).

## Les stratégies du CDL et des partis
L'épuration des maires et des conseils municipaux a été effectuée par le Comité départemental de libération de la Mayenne (CDL). La question se pose pour eux dès l'approche de ces élections sur la capacité ou non en tant qu'organisations issues de la Résistance d'entraîner derrière eux la population. Personnellement Paul Mer, président du CDL préférerait les Résistants étant trop peu nombreux (1 sur 30 selon lui) que chacun rentre dans son parti. Publiquement toutefois, il déconseille de faire des listes de Résistance, mais plutôt des listes communes des éléments de la Résistance et des français propres sur la base du programme du Conseil National de la Résistance, et d'éviter de faire plusieurs listes qui se réclament de la Résistance, et surtout de ne pas se désunir sur la question de l'Ecole, sujet très sensible dans l'Ouest de la France.
Le Parti communiste français dans un département peu favorable veut saisir sa chance, en profitant de sa participation massive à la Résistance, et sa présence dans les CLL. Le but est de faire entrer des communistes dans de nombreux conseils municipaux, en ayant des listes d' union. Un certain nombre de communistes, déclarés ou non, seont ainsi candidats, principalement dans les communes comprenant des ouvriers. Par exemple, Gaston Magot, communiste et président du CLL de Laval, figure sur une liste commune de la gauche à Laval au titre du Front national. 
On constate aussi la quasi-absence du MRP malgré un éditorial de Ouest-France du 28 avril 1945 en sa faveur.

## Analyse
Le scrutin n'a pratiquement pas été précédé d'une campagne électorale, la presse locale y accorde peu de places (manque de papier, coïncidence avec la victoire du 8 mai 1945).
Dans les trois villes principales, les choix du CDL ont été confirmés par les électeurs qui ont voté massivement pour tous les conseillers réintégrés, des conseillers nommés par le CDL, ou des nouveaux. Mais dans 11 petites communes, le maire destitué par le CDL a été réélu conseiller municipal puis maire (y compris 3 parlementaires inéligibles). Les jeunes élus sont peu nombreux, et il n'y a pas réellement de renouvellement. Peu de candidates, et encore moins d'élues : 49 femmes pour le département.
L'étiquette résistant paraît peu attrayante à l'électeur, celle de prisonnier de guerre, pendant de l' ancien combattant de la Première Guerre Mondiale est gage de succès. Peu de résistants entrent pour compléter les conseils municipaux touchés par les décès ou l'épuration. L'exception est à Laval avec Francis Le Basser, qui revient de déportation entre les deux tours de l'élection, qui est élu tout d'abord conseiller, puis maire.
Par contre, chaque commune ou presque a élu un prisonnier, souvent par protestation contre la date du scrutin avant la fin du conflit et le retour des absents. Quelques prisonniers rentrés entre les deux tours, se font élire en précisant qu'ils représentent au conseil municipal la défense des intérêts des prisonniers. La plupart des prisonniers candidats sont élus, parfois avec le plus de voix. Même des absents sont élus, et bien plus facilement que des déportés. Certaines candidatures de femmes font référence à leur mari : femme de prisonnier, femme de déporté.
Il n'y a pas de poussée de la gauche à part dans quelques communes ouvrières contrairement aux résultats nationaux : Élections municipales françaises de 1945, ni de percée du Parti communiste français.

### Études locales
- Georges Macé, Un département rural de l'Ouest : la Mayenne, Mayenne, J. Floch, 1982, 2 vol., 1011 p.
- Les pouvoirs à la Libération dans le département de la Mayenne. Archives départementales de la Mayenne, IHTP, mai 1989.
- Rémy Foucault, Maires et municipalités de la Mayenne (1935-1953). Annales de Bretagne et des pays de l'Ouest, 1996.